# Reema bint Bandar Al Saud

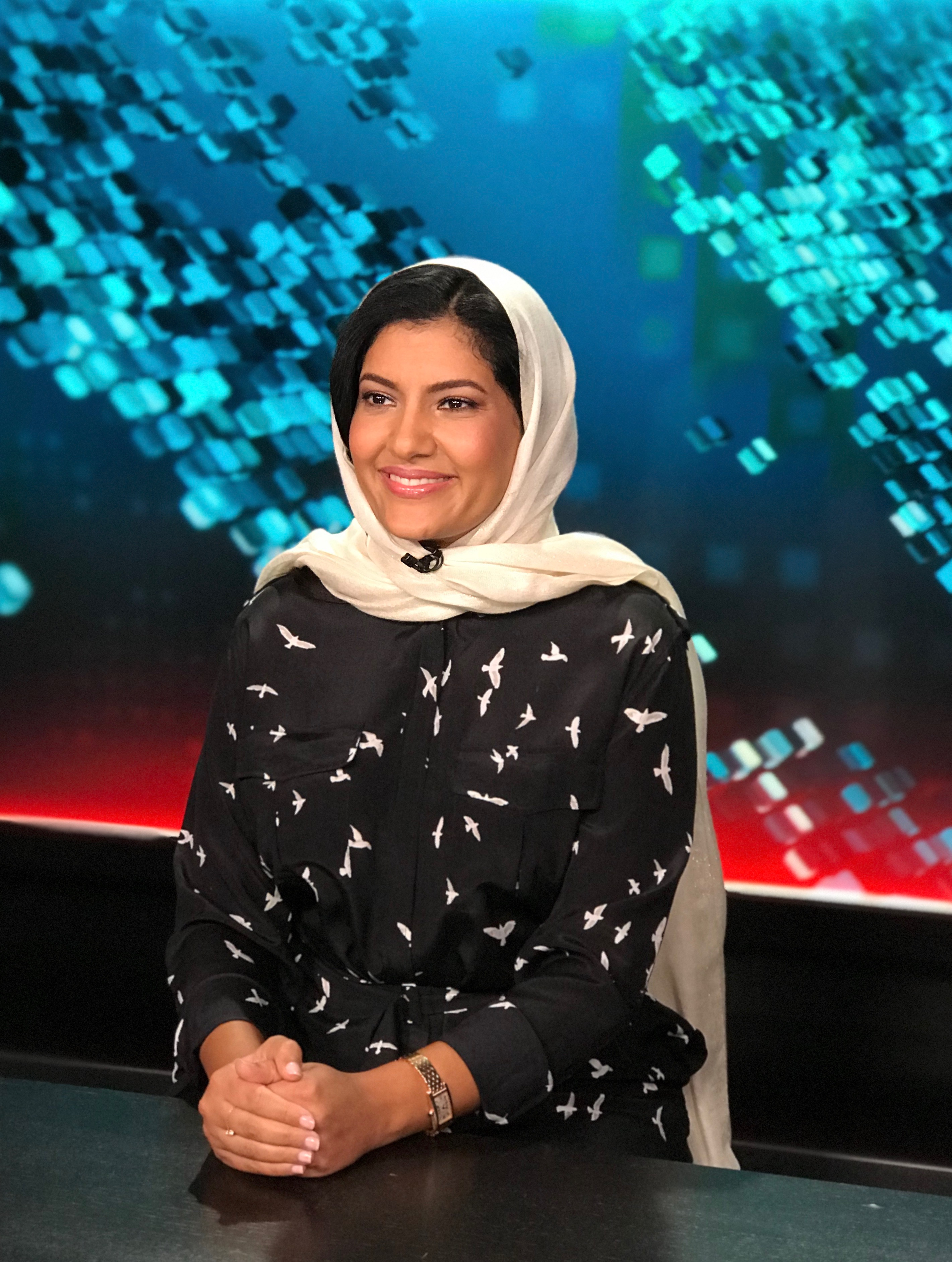
Reema bint Bandar Al Saud (2018)

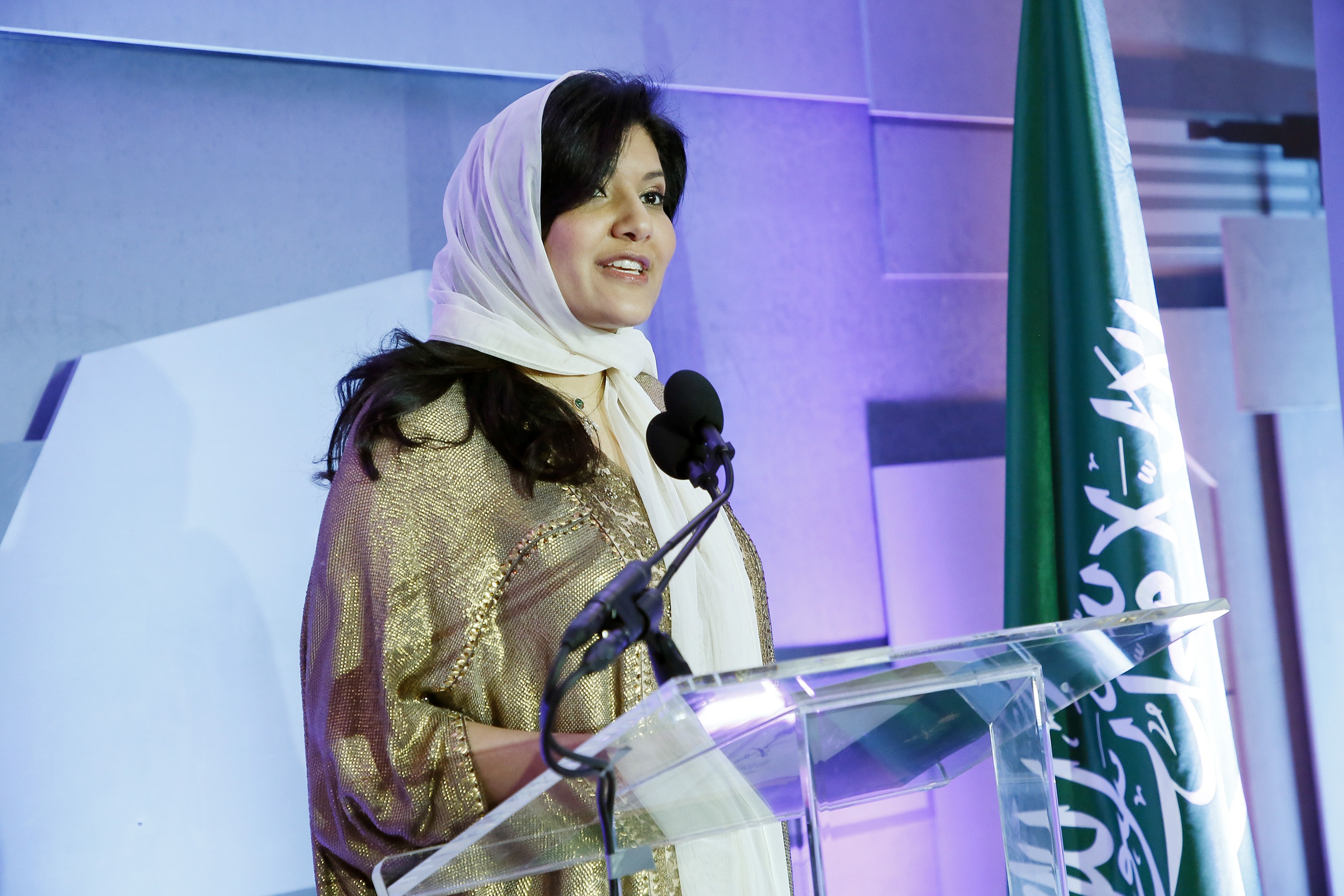
Reema bint Bandar Al Saud (2020)

Prinzessin Reema bint Bandar bin Sultan bin Abdulaziz Al Saud (arabisch ريما بنت بندر بن سلطان آل سعود, DMG Rīmā bt. Bandar b. Sulṭān Āl Saʿūd; * 1975) ist ein saudi-arabisches Mitglied der Dynastie der Saud und Diplomatin. Sie ist seit dem 23. Februar 2019 Botschafterin in den USA und erste Botschafterin Saudi-Arabiens in der Geschichte des Landes. Seit 17. Juli 2020 ist sie Mitglied des IOC.

## Leben
Reema bint Bandar ist Tochter von Bandar ibn Sultan und Haifa bint Faisal Al Saud, einer Tochter von König Faisal ibn Abd al-Aziz. Sie hat vier Brüder und drei Schwestern. Ihr Bruder Khalid bin Bandar bin Sultan Al Saud war ab Oktober 2017 bis März 2019 Botschafter in Deutschland und ist seit April 2019 Botschafter in Großbritannien.
Reema lebte viele Jahre in den USA, wo ihr Vater Bandar von 1983 bis 2005 Botschafter war. Sie machte 1999 einen Bachelor of Arts der George Washington University.
Seit Februar 2019 ist sie saudische Botschafterin in den USA und damit die erste saudische Botschafterin in der Geschichte des Landes.
Sie war bis 2012 mit ihrem Cousin 2. Grades Faisal bin Turki bin Nasser Al Saud verheiratet. Aus der Ehe gingen der Sohn Turki und die Tochter Sara hervor.

## Vorfahren
| Ahnentafel Reema bint Bandar | Ahnentafel Reema bint Bandar                   | Ahnentafel Reema bint Bandar                   | Ahnentafel Reema bint Bandar                   | Ahnentafel Reema bint Bandar                   | Ahnentafel Reema bint Bandar        | Ahnentafel Reema bint Bandar        | Ahnentafel Reema bint Bandar                                       | Ahnentafel Reema bint Bandar    |
| ---------------------------- | ---------------------------------------------- | ---------------------------------------------- | ---------------------------------------------- | ---------------------------------------------- | ----------------------------------- | ----------------------------------- | ------------------------------------------------------------------ | ------------------------------- |
| Ururgroßeltern               | Emir Abdul Rahman ⚭ Sara Al Sudairi            | Ahmed Al Sudairi ⚭ Sharifa Al Suwaidi          | ? ⚭ ?                                          | ? ⚭ ?                                          | Emir Abdul Rahman ⚭ Sara Al Sudairi | Abdullah Al Sheikh ⚭ Haya Al Muqbel | Prinz Abdullah Al Thunayyan Al Saud ⚭ Tazeruh Hanim (Tscherkessin) | ? ⚭ ?                           |
| Urgroßeltern                 | König Abdulaziz ⚭ Hussa Al Sudairi             | König Abdulaziz ⚭ Hussa Al Sudairi             | ? ⚭ ?                                          | ? ⚭ ?                                          | König Abdulaziz ⚭ Tarfa Al Sheikh   | König Abdulaziz ⚭ Tarfa Al Sheikh   | Prinz Mohammed ⚭ Asia (Türkin)                                     | Prinz Mohammed ⚭ Asia (Türkin)  |
| Großeltern                   | Prinz Sultan ⚭ Khaziran (sudanesische Sklavin) | Prinz Sultan ⚭ Khaziran (sudanesische Sklavin) | Prinz Sultan ⚭ Khaziran (sudanesische Sklavin) | Prinz Sultan ⚭ Khaziran (sudanesische Sklavin) | König Faisal ⚭ Prinzessin Iffat     | König Faisal ⚭ Prinzessin Iffat     | König Faisal ⚭ Prinzessin Iffat                                    | König Faisal ⚭ Prinzessin Iffat |
| Eltern                       | Prinz Bandar ⚭ Prinzessin Haifa                | Prinz Bandar ⚭ Prinzessin Haifa                | Prinz Bandar ⚭ Prinzessin Haifa                | Prinz Bandar ⚭ Prinzessin Haifa                | Prinz Bandar ⚭ Prinzessin Haifa     | Prinz Bandar ⚭ Prinzessin Haifa     | Prinz Bandar ⚭ Prinzessin Haifa                                    | Prinz Bandar ⚭ Prinzessin Haifa |